# 吉田能安
吉田 能安（よしだ よしやす、1891年（明治24年）9月26日 - 1985年（昭和60年）11月15日）は日本の弓道家。正法流を創始した。岡山県高梁市出身。

## 経歴

### 生い立ち
1891年（明治24年）岡山県高梁市の旧備中松山藩士の家に生まれる。先祖代々備中松山藩主板倉家に仕えたが、早くに両親に死別し、祖父文治郎に育てられる。藩士であった祖父に幼少から剣術を習い、旧制高梁中学（現・岡山県立高梁高等学校）を経て、1909年（明治42年）に早稲田大学予科へ進学する。早稲田大学では、初め剣道部に所属した。その後、早稲田大学商科へ進み、翌年の7月に弓術に出会った。

### 大学中退後の弓道生活
同年、大学2年で中退し、京都帝国大学政治学科の聴講生となる。この後、中国に渡り、ドイツ商社との貿易に従事するなど紆余曲折した波乱の青年時代を過ごす。1922年（大正11年）帰国し、泉サダと結婚、東京都杉並区西荻窪に居を構える。当時の世相に憤慨し、思想運動に身を投じ神兵隊に参画するが、一転して武士道精神の普及を目指す。1927年（昭和2年）仙台に赴き、阿波門下の神永政吉の射に感銘を受けたことがきっかけで、彼の紹介で「弓聖」と呼ばれる阿波研造に師事した。翌年、東京に戻り、自宅内に「遊神館（ゆうしんかん）弓道吉田教場」を開設し、館長となる。

### 遊神館開館後
1930年（昭和5年）計理士の免許を取得し、計理士業務を行う。1941年6月、陸軍士官学校の教官となり、8月に行われた日光東照宮主催の全国武道大会の特別演義として固物射（かたものい）ぬきを演じ武将兜を直接射貫いた。明治期から現在まで公式の場でこの演技を行ったのは、吉田だけとみられる。後に吉田は、この時の心境を『くろがねも射貫くに秘術などあらじ、神にかよう心一筋』と自詠している。
1942年（昭和17年）2月、東京範教練士第一回個人選手権大会で優勝、次いで 5月宮内省済寧館における天覧武道大会で優勝し、短刀を拝受する。第二次大戦後、弓道は、日本を支配した連合軍の指令により禁止されるが、能安らが説得しGHQより許可された。1947年、全日本弓道聯盟（現・全日本弓道連盟）を発足させる。また、1948年（昭和23年）には、国民体育大会での弓道を復活させた。翌年、弓道十段範士となる。1953年には、念願だった大日本武徳会の再建を行い、1955年、大範士となった。また大日本武徳会の会長などを歴任し日本弓道会の育成・発展に尽力した。能安の射義射法（しゃぎしゃほう）は『日置流（へきりゅう）竹林派正法流』と命名されている。1985年（昭和60年）95歳で没するまで自宅内の道場で子弟の育成に努めた。没後は養女のレイが引継ぎ後進の指導に当たっている。

## 日置流竹林派正法流の誕生
当時、阿波らが率いた大射道教の射術においては、強弓を引くため離に際し弓が手から飛ぶことがあり、部外者から「投弓術」などと揶揄されることがあった。そこで吉田は師のために熱心に研究を重ね、鋭く、早い矢を出せる独自の手の裏を工夫した。吉田が研究したこの手の裏は「会心の一射が生まれた」と阿波に絶賛され、吉田からこれを伝授された神永は「1万本で会得する」と述べたという。
この手の裏の効果を認めた師の勧めもあり、吉田は鋼鉄を貫く固物射貫の研究を重ね、阿波の死後、昭和16年の日光東照宮社前武道大会では鉄兜を串刺しに射抜いたことで当時のメディアにも武道精神の発露として賞賛された。吉田は固物射貫の他にも射流しや管矢などの伝統的弓術の復活に寄与するところが大きく、また戦後はGHQの担当官に働きかけ禁止されていた弓道の復活にも貢献した。この他、千葉県鋸山の日本寺大仏の開眼儀式において蟇目を行なったことなどでも知られている。

## 備中高梁館（旧吉田邸）
1992年（平成4年）能安の遺品の額などが高梁市に寄贈され、また1996年（平成8年）3月、妻サダが逝去したのに伴い、同年9月養女レイより東京都西荻窪の土地・建物・弓道具など一切が高梁市に寄贈された。これらの寄贈品は、1997年7月高梁文化交流館で遺品展が開催された。その後、2016年（平成28年）に大規模な改修が行われ、備中高梁館がオープンしている。当館では、弓道場の利用をはじめ、岡山県高梁市のアンテナショップとしても活用されている。